# Hagerhaus-Stöckl

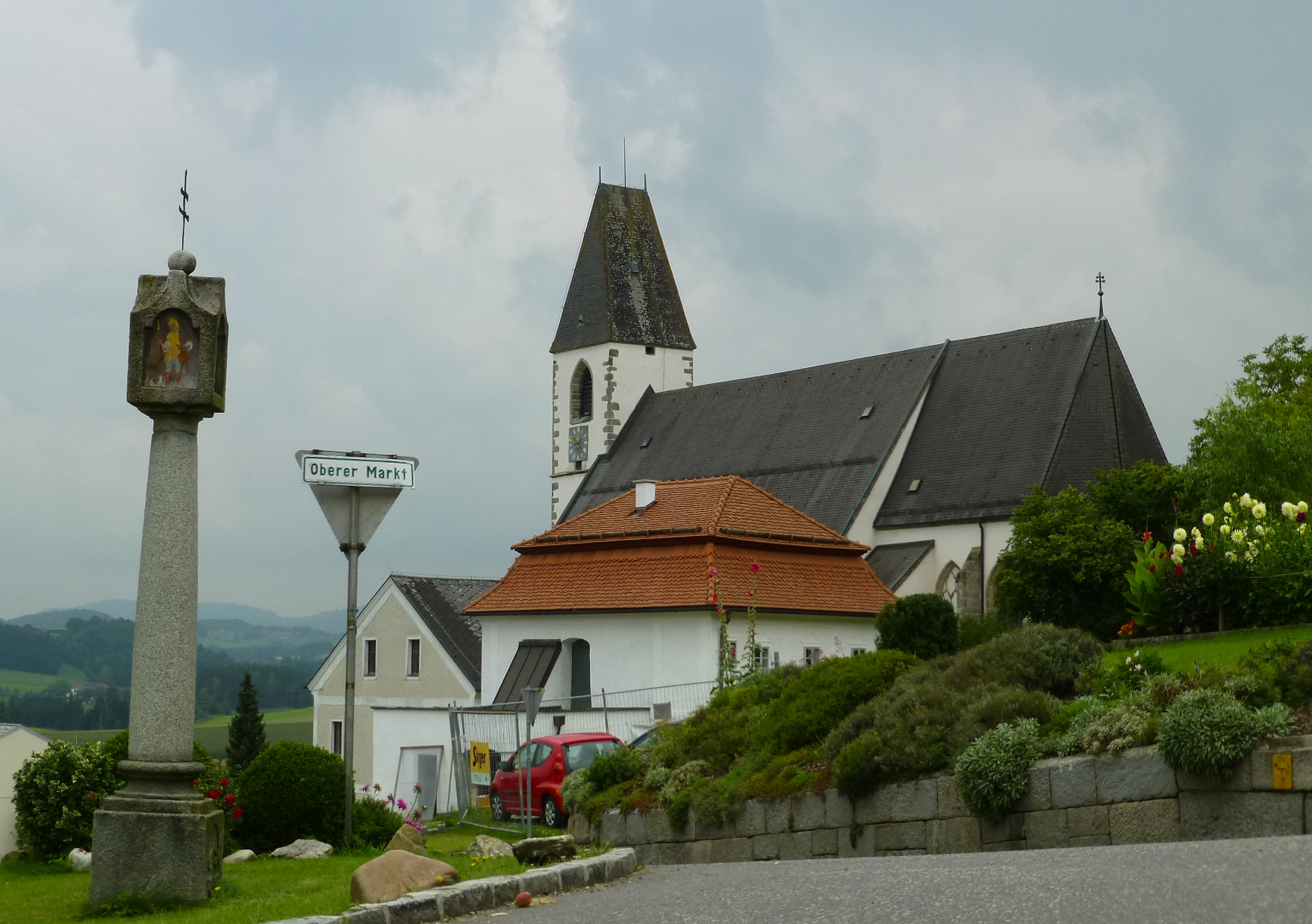
Hagerhaus-Stöckl bei der Pfarrkirche in Kefermarkt

Das Hagerhaus-Stöckl steht auf Oberer Markt Nr. 2 etwas oberhalb der Pfarrkirche Kefermarkt in der Marktgemeinde Kefermarkt im Bezirk Freistadt in Oberösterreich. Der ehemalige evangelische Pfarrhof steht unter Denkmalschutz (Listeneintrag).

## Geschichte
Der älteste Bauteil des Hauses war wohl ein evangelisches Pfarrhaus, das Wolf Wilhelm von Zelking, Enkel von Christoph II. von Zelking, um das Jahr 1570 errichten ließ. Mit der Verkauf der Herrschaft Weinberg am 15. Juni 1629 gelangte auch der Pfarrhof in den Besitz der Thürheimer. Joseph Gundakar Thürheim (1709–1798) heiratete 1745 Maria Dominica Hager von Allentsteig, von welcher wohl die Bezeichnung „Hagerhaus“ herrührt. Zu Ende des 18. Jahrhunderts erfolgte ein Umbau. Der seitliche Wirtschaftstrakt entstand in der Mitte des 19. Jahrhunderts.
Im Jahr 2016 wurde der historische Stampflehmboden restauriert.
Seit Abschluss der Restaurierung wird das Stöckl als Kaffeehaus mit einem Ausstellungsraum genutzt.

## Architektur
Das zweigeschoßige Wohnstöckl mit einem quadratischen Grundriss trägt ein Mansarddach. Die Fassaden zeigen eine Doppelpilastergliederung und bei den Fenstern Stuckdekor. Das Portal nennt die Jahresangabe 1852. Die Tore sind als Sonnentore gestaltet.